# Barbara Hiltawski
Barbara Hiltawski (* 9. April 1950 in Bonn) ist eine deutsche Lehrerin und Politikerin (SPD).

## Leben
Hiltawski legte 1969 das Abitur ab und begann dann eine Inspektorenlaufbahn beim Arbeitsamt Bonn. 1972 wurde sie Diplom-Verwaltungswirtin und studierte von 1972 bis 1975 Wirtschaftswissenschaften an der Berufspädagogischen Hochschule Stuttgart. Nachdem sie das Erste Staatsexamen für das Lehramt an kaufmännischen berufsbildenden Schulen abgelegt hatte, war sie bis 1991 in Teilzeit beschäftigte Lehrerin an der Berufsbildenden Schule Prüm.

## Politik
1986 trat sie der SPD bei und war ab 1988 Vorstandsmitglied des Ortsvereins Prüm. Später war sie stellvertretende Kreisparteivorsitzende des SPD-Unterbezirks Bitburg-Prüm und Vorstandsmitglied der Arbeitsgemeinschaft Sozialdemokratischer Frauen Bitburg-Prüm. Ab 1989 war sie Stadträtin in Prüm und dort Mitglied im Bauausschuss. Daneben war sie Gründungsmitglied der Katholischen Elternschaft Deutschlands (KED) Diözesanverband Trier und Mitglied in der Gewerkschaft Erziehung und Wissenschaft.
1991 wurde sie in den zwölften Landtag Rheinland-Pfalz gewählt, dem sie eine Wahlperioden lang bis 1996 angehörte. Im Landtag war sie Schriftführende Abgeordnete und Mitglied im Kulturpolitischen Ausschuss, Petitionsausschuss und der Enquete-Kommission „Kinder in Rheinland-Pfalz“.
Hiltawski sitzt für die SPD im Kreistag vom Eifelkreis Bitburg-Prüm (Stand 2023). 2021 wurde sie für 15 Jahre Kreistags-Mitgliedschaft von Landrat Joachim Streit mit dem Wappenteller des Eifelkreises ausgezeichnet.
Die höchste Auszeichnung, welche die SPD zu vergeben hat – die Willy-Brandt-Medaille – erhielt Barbara Hiltawski zum Abschluss des traditionellen Neujahrsempfangs des SPD-Kreisverbandes Bitburg-Prüm im Kulturzentrum Haus Beda für ihr außerordentliches jahrzehntelanges Engagement als rheinland-pfälzische SPD-Politikerin.